# Francis Lopes Vol. 11 Ao Vivo no Olympia
Volume 11 é o quarto CD ao vivo  e o décimo primeiro na carreira de Francis Lopes, foi gravado no Olympia em 20 de Setembro de 2004. Este show representa um dos melhores momento da sua carreira, onde realizou o sonho de cantar no Olympia e ainda gravou o seu primeiro DVD
.

## Faixas
| N.º | Título                         | Compositor(es)                           | Duração |  |
| 1.  | "Abertura"                     | Francis Lopes                            | 04:11   |  |
| 2.  | "Eu Quero Mais"                | Francis Lopes, Nelson Caetano            | 03:14   |  |
| 3.  | "Eu Quero Ser Seu Cachorrinho" | Francis Lopes, Nildo de Lima             | 03:23   |  |
| 4.  | "Pode Tocar"                   | Valdir Luz, Neldon Farias, Cláudio Pinto | 02:32   |  |
| 5.  | "Como é Que Pode"              | Francis Lopes, Nildo de Lima             | 03:07   |  |
| 6.  | "Louca Ansiedade"              | Francis Lopes                            | 04:21   |  |
| 7.  | "Dividido no Amor"             | Francis Lopes                            | 03:56   |  |
| 8.  | "Coração"                      | Dorgival Dantas                          | 04:46   |  |
| 9.  | "Me Dá Um Beijo"               | Dorgival Danta                           | 02:10   |  |
| 10. | "A Carta"                      | Francis Lopes                            | 04:46   |  |
| 11. | "Americana"                    | Francis Lopes, Zé Branco                 | 03:17   |  |
| 12. | "Descobri Que Amo Você"        | Francis Lopes                            | 03:31   |  |
| 13. | "A Primeira Vez"               | Tony Brasil                              | 02:49   |  |
| 14. | "Obrigado Meu Senhor"          | Francis Lopes                            | 04:41   |  |